# Málo významné a zastaralé odrůdy hrušní
Málo významné a zastaralé odrůdy hrušní jsou odrůdy, které svým pěstitelským významem jsou lokálními odrůdami hrušní, místně pěstovanými semenáči, nebo nedosáhly velkého rozšíření nebo nejsou velkou měrou rozšířeny a jsou množeny zahradnickými podniky pouze jako rarity (vedlejší tržní sortiment).

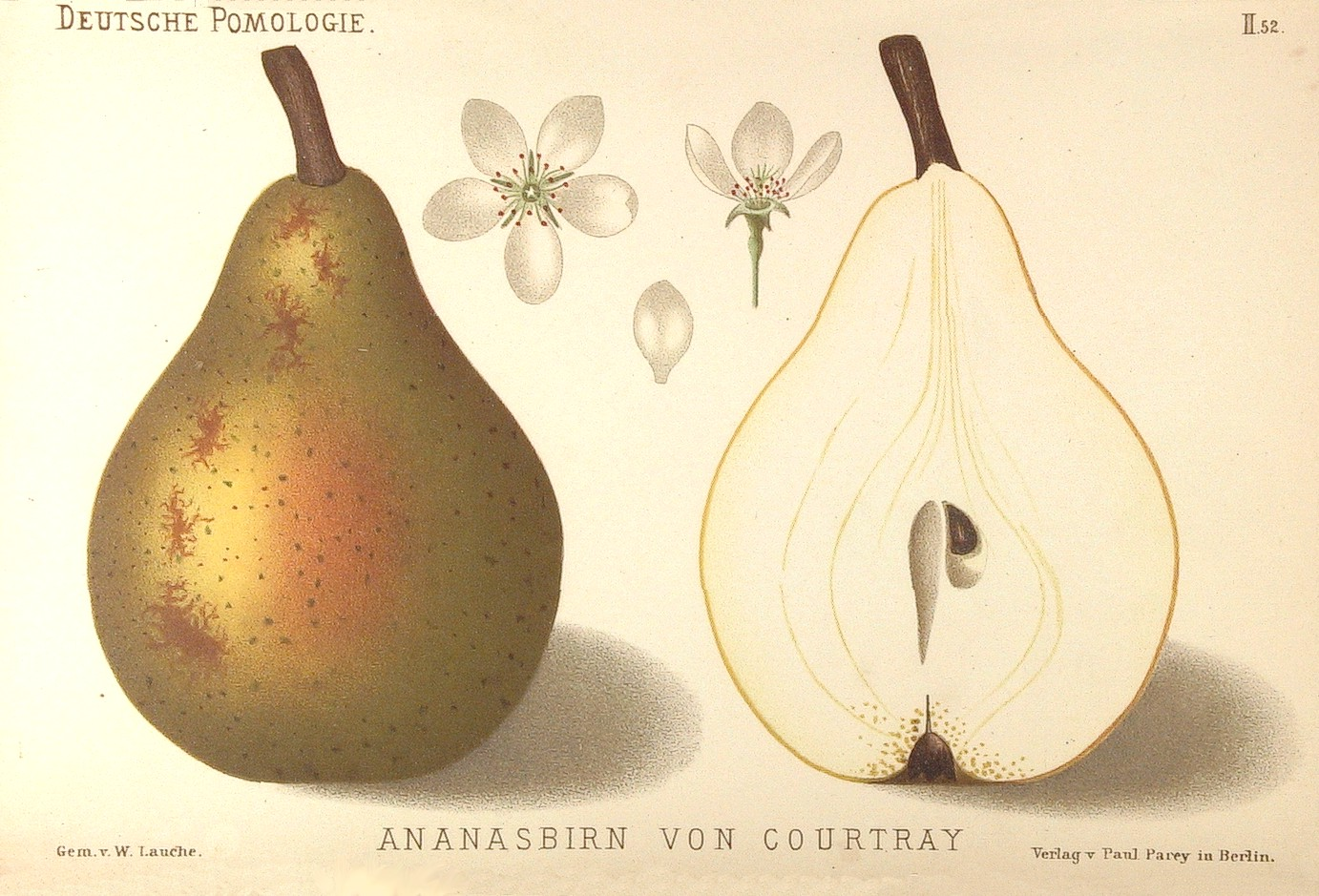

## Ananaska courtrayská
(Ananasbirn von Courtray) Podzimní odrůda, vypěstována Alexandrem Bivortem v okolí Courtrai v Belgii. V roce 1784 byla již běžnou odrůdou. Plody velké, hruškovitého tvaru, asi 80 mm široké a 100 mm vysoké. Slupka hladká, matná, žlutozelená, později zelenožlutá, na slunné straně mírně nahnědlá, načervenalá. Dužnina žluto-bílá, velmi jemná, šťavnatá, vynikající, lehce kořenitá, sladká chuť. Zraje na začátku září, sklizeň probírkou, zrají několik dní po sklizni, rychle moučnatí. Vlastnosti: roste bujně, plodí hojně, preferuje lehké písčité půdy. Doporučeno použití v přísných tvarech.

## Ananaska česká
Letní odrůda, sklizeň srpen, zralost srpen. Pro lepší přepravu snese podtržení. Plody protáhle kuželovité, menší (průměrně 120g), slupka zelená později s červeným žíháním. Dužnina je nažloutlá, vonná, velmi šťavnatá, chuť plodů sladká, nepatrně natrpklá. Plody moučnatí. Plodí poměrně brzy, průměrně, střídavě. Nenáročná odrůda, roste průměrně, odolná proti strupovitosti a monilióze.

## Anglická bergamotka
Podzimní odrůda, sklizeň září, zralost říjen. Plody cibulovité, střední nebo při přeplození menší (průměrně 150g), slupka drsná, zelenožlutá později nažloutlá. Dužnina je jemná, šťavnatá, sladká, chuť plodů výtečná. Trpí kaménčitostí. Plodí poměrně brzy, bohatě, pravidelně, druhým rokem více. Roste bujně, odolná proti namrzání a strupovitosti.

## Cibulky
Místní odrůda, zimní odrůda, byla objevena v Bílých Karpatech, ve Velké nad Veličkou. Skladovatelné do března chuť je podprůměrná.

## Dvorní
Podzimní odrůda, sklizeň říjen, zralost listopad. Plody kuželovité, střední až velké (průměrně 180g), slupka zelená později nažloutlá, matná. Dužnina je poměrně tuhá, šťavnatá, chuť plodů výborná. Plodí poměrně brzy, bohatě, pravidelně. Roste bujně, odolná proti namrzání, strupovitosti.

## Drouardova
Uváděna jako zimní odrůda, sklizeň říjen, zralost různě – říjen, listopad, březen. Plody nepravidelné, velké (160–400g), slupka zelená později nažloutlá s růžovým líčkem. Dužnina je jemná, šťavnatá, chuť plodů kořenitá, dobrá. Jakost kolísá. Plodí poměrně brzy, bohatě, pravidelně.

## Eliška
Podzimní odrůda, sklizeň říjen, zralost listopad. Plody kuželovité, střední (průměrně 150g), slupka zelenožlutá. Dužnina je měkká, šťavnatá, sladká chuť plodů jemná. Plodí poměrně brzy, bohatě, střídavě. Roste bujně, habitus převislý, odolná proti namrzání ve dřevě ne v květu, odolná proti strupovitosti. Plody zevnitř podléhají hnilobě (hniličí). Snese horší podmínky. Špatně snáší přepravu.

## Esperenova máslovka
Podzimní odrůda, sklizeň září, zralost říjen. Plody kulaté než kuželovité, slupka zelenožlutá s červeným líčkem. Dužnina šťavnatá, sladká, dobrá. Plodí poměrně brzy a bohatě. Roste zpočátku bujně, později slabě. Snese horší podmínky, nikoliv ale sucho.

## Esperenova bergamotka
Zimní odrůda, sklizeň říjen, zralost únor, skladovatelná do dubna. Plody spíše cibulovité, slupka silná, zelená, později zelenožlutá. Dužnina je jemná, šťavnatá, sladká, kořenitá, dobrá. Plodí poměrně brzy, bohatě, střídavě. Roste středně bujně, středně odolná proti namrzání, náchylná k strupovitosti. Vhodná do teplých chráněných poloh. Dobře snáší přepravu.

## Giffardova
Letní odrůda, sklizeň srpen, zralost srpen. Plody kuželovité, střední (průměrně 100g), slupka zelenožlutá později s červeným líčkem. Dužnina je poměrně tuhá, středně šťavnatá, chuť plodů výborná. Plodí poměrně brzy, průměrně, střídavě. Roste slabě, středně odolná proti strupovitosti.

## Hájenka
Podzimní odrůda, sklizeň září, zralost listopad. Plody vejčité, střední (průměrně 180g), slupka zelená s červeným líčkem. Dužnina je poměrně tuhá, šťavnatá, chuť plodů výborná. Plodí poměrně brzy, bohatě, střídavě. Roste bujně, odolná proti namrzání, náchylná k strupovitosti, plody moučnatí.

## Hardenpontova
Zimní odrůda, sklizeň říjen, zralost leden, únor. Plody spíše kuželovité, slupka silná, zelená, později zelenožlutá. Dužnina je jemná, sladká, dobrá. Plodí poměrně pozdě, středně, střídavě. Roste bujně, odolná proti namrzání, plody z nevhodných poloh jsou kaménčité. Vhodná do teplých chráněných poloh. Nezralá dobře snáší přepravu.

## Holenická
Místní odrůda, zimní odrůda, sklizeň říjen, zralost únor. Plody malé (průměrně 110g), slupka červenožlutá později hnědá. Dužnina je tuhá, mírně šťavnatá, chuť plodů uspokojivá. Lze sklízet nezralé (podtrhnout). Plodí středně brzy, průměrně, střídavě. Roste bujně, odolná proti namrzání, trpí strupovitostí. Vhodná pro teplé polohy.

## Hýle
Místní odrůda, podzimní odrůda, z oblasti Kopanic. Sklizeň září, zralost září. Plody podlouhle kuželovité malé, slupka zelenožlutá. Plody používané na sušení.

## Jačménka
Také „Jačmenka“. Místní odrůda, odrůda byla objevena v Bílých Karpatech. Zraje v srpnu až září, vhodná pro výrobu kompotů, sušení, používaná pro výrobu alkoholu. Chuť podprůměrná, aromatická.

## Jakubka česká
Letní odrůda, sklizeň červenec, zralost červenec. Plody cibulovité, dosti malé (průměrně 50g), slupka žlutozelená překrytá červeným líčkem. Dužnina je poměrně tuhá, středně šťavnatá, chuť plodů jemná. Plody je možné pro dopravu podtrhnout. Plodí středně brzy, průměrně, druhým rokem ale více. Roste bujně, odolná proti namrzání a strupovitosti.

## Koporečka
Zimní odrůda, sklizeň říjen, zralost listopad, skladování do ledna. Plody vejčité, střední (průměrně 100g), slupka zelenožlutá. Dužnina je poměrně tuhá, šťavnatá, chuť plodů výborná. Plodí poměrně brzy, málo, pravidelně. Roste bujně, odolná proti namrzání, trpí strupovitostí.

## Kozačka štuttgartská
Letní odrůda, sklizeň srpen, zralost srpen. Plody kuželovité, dosti malé (průměrně 65g), slupka zelená později nažloutlá a červená. Dužnina je měkká, středně šťavnatá, chuť plodů kořenitá, jemná. Plodí poměrně pozdě (6–9 let po výsadbě), průměrně, pravidelně druhým rokem více. Roste bujně, odolná proti namrzání a strupovitosti. Plody padají před sklizní, hnijí zevnitř (hniličí).

## Krvavka velká
Místní odrůda, letní odrůda, sklizeň srpen, zralost srpen a začátek září. Plody kulatě kuželovité, střední (průměrně 110g), slupka červenohnědá později zelená až nažloutlá. Dužnina je poměrně tuhá, středně šťavnatá, chuť plodů výborná. Plodí asi za 10 let o výsadbě, bohatě, pravidelně, druhým rokem více. Roste bujně, odolná proti namrzání, trpí strupovitosti.

## Křivice
Podzimní odrůda, sklizeň září, zralost říjen, skladovatelná do prosince. Plody kuželovité, velké (průměrně 350g), slupka zelenožlutá později s červeným líčkem. Dužnina je poměrně tuhá, šťavnatá, sladká, chuť plodů dobrá. Plodí poměrně brzy, bohatě, pravidelně, druhým rokem více. Roste bujně, odolná proti namrzání, strupovitosti.

## Madame Verté
Zimní odrůda, sklizeň říjen, zralost prosinec, skladovatelná do února. Plody středně velké (průměrně 100g), široce kuželovité, rezavě zelené, v době zralosti žlutohnědé. Slupka tuhá, suchá, rzivá. Dužnina je poměrně tuhá, šťavnatá, chuť plodů výborná. Plodí poměrně brzy, bohatě, pravidelně, druhým rokem více. Roste slabě, odolná proti namrzání, strupovitosti.

## Magdalenka
Letní odrůda, sklizeň srpen, zralost srpen. Plody kuželovité, malé (průměrně 80g), slupka zelená později zelenožlutá. Dužnina je poměrně tuhá, šťavnatá, chuť plodů výborná. Plody moučnatí. Plodí poměrně brzy, bohatě, pravidelně, druhým rokem více. Roste bujně, namrzá, je náchylná k strupovitosti.

## Máslovka římská
Místní odrůda, podzimní odrůda, sklizeň srpen, zralost září. Plody kuželovité, střední (průměrně 120g), slupka žlutá s karmínovým líčkem. Dužnina je poměrně tuhá, středně šťavnatá, chuť plodů sladká, výborná. Plody moučnatí. Ovoce za větru ze stromu padá. Plodí poměrně pozdě (6–9 let po výsadbě), bohatě, pravidelně, druhým rokem více. Roste bujně.

## Medula
Místní odrůda, podzimní odrůda, byla objevena v Bílých Karpatech, ve Velké nad Veličkou. Plody již začátkem října na stromech hnijí zevnitř (hniličí), a před sklizní padají. Plody jsou drobné. Používají se sušené nebo k výrobě alkoholu.

## Medůvky
Místní odrůda, podzimní odrůda, byla objevena v Bílých Karpatech, v obci Pitín. Sklizeň září, zralost říjen. Plody velmi malé, slupka zelená později zelenožlutá. Velmi chutná, používaná na sušení.

## Merodova
Podzimní odrůda, sklizeň září, zralost říjen, skladovatelnost do listopadu. Plody kuželovité, velké (průměrně 180g), slupka zelená později nažloutlá, s červeným líčkem. Dužnina je poměrně tuhá, velmi šťavnatá, chuť plodů dobrá. Plodí poměrně brzy, bohatě, pravidelně, druhým rokem více. Roste bujně, odolná proti namrzání, strupovitosti.

## Muškatelka šedá
Podzimní odrůda, sklizeň srpen, zralost září. Plody kulatě kuželovité, střední (průměrně 100g), slupka zelenožlutá, načervenalá. Dužnina je poměrně tuhá, šťavnatá, chuť plodů dobrá. Plody padají, hnijí zevnitř (hniličí). Plodí poměrně brzy, málo, pravidelně, druhým rokem více. Roste bujně, odolná proti namrzání a strupovitosti.

## Muškatelka turecká
Podzimní odrůda, sklizeň srpen, zralost září. Plody kuželovité, střední (průměrně 100g), slupka zelenožlutá, s červeným líčkem. Dužnina je poměrně tuhá, šťavnatá, chuť plodů výborná. Plody hnijí zevnitř (hniličí). Plodí poměrně brzy, průměrně, druhým rokem více. Roste bujně. Synonymum: Zbuzanka.

## Nagevicova
Také nazývaná Piksálka. Místní odrůda, letní odrůda, sklizeň červenec, zralost srpen. Plody podlouhle kuželovité, malé (průměrně 65g), slupka zelenožlutá. Dužnina je poměrně tuhá, středně šťavnatá, chuť plodů výborná. Plodí poměrně pozdě (6–9 let po výsadbě), bohatě, pravidelně, druhým rokem více. Roste bujně, odolná proti namrzání, strupovitosti.

## Oharkula
Místní odrůda. Odrůda byla objevena v Bílých Karpatech v počtu několika kusů ve Velké nad Veličkou. Typickým znakem jsou svislé barevné pruhy (pásy). Zraje v srpnu, vhodná pro výrobu kompotů, sušení, používaná pro výrobu alkoholu. Chuť podprůměrná, ceněná pro zajímavé pruhy na plodech. 

## Ovesňanka
Místní odrůda, byla objevena v Bílých Karpatech, ve Velké nad Veličkou. 

## Pastornice
Podzimní odrůda, sklizeň říjen, zralost listopad, skladování do února. Plody kuželovité, velké (průměrně 300g), slupka zelenožlutá. Dužnina je poměrně tuhá, středně šťavnatá, chuť plodů dobrá. Plodí poměrně pozdě (6–9 let po výsadbě), bohatě, pravidelně, druhým rokem více. Roste bujně, odolná proti namrzání, strupovitosti.

## Praskula
Také „Dule“. Místní odrůda, letní odrůda. Byla objevena v Bílých Karpatech. Sklizeň srpen, zralost srpen. Plody malé, slupka zelená později hnědne. Plody zevnitř podléhají hnilobě (hniličí). Používaná k výrobě alkoholu.

## Předobrá
Podzimní odrůda, sklizeň říjen, zralost říjen. Plody kuželovité, střední (průměrně 140g), slupka zelenožlutá, s červeným líčkem. Dužnina je poměrně tuhá, šťavnatá, chuť plodů výborná. Plody padají. Plodí poměrně brzy, bohatě, pravidelně, druhým rokem více. Roste bujně.

## Psíkova
Místní odrůda, podzimní odrůda, byla objevena v Bílých Karpatech, v obci Velká nad Veličkou. Sklizeň srpen, zralost září. Plody drobné, slupka červenožlutá. Velmi vhodná, na sušení.

## Pstružka
Podzimní odrůda, sklizeň září, zralost říjen, skladování prosinec. Plody střední (průměrně 150g), slupka žlutočervená. Dužnina je poměrně tuhá, šťavnatá, chuť plodů výborná. Plodí po 10 letech, průměrně, střídavě. Roste bujně, odolná proti namrzání, trpí strupovitostí.

## Salisburyova
Podzimní odrůda, sklizeň září, zralost září, skladovatelná do října. Plody střední (průměrně 180g), slupka zelenožlutá s oranžovým líčkem. Dužnina je poměrně tuhá, šťavnatá, chuť plodů výborná. Snese i horší podmínky, v horších podmínkách jsou plody hořké. Plodí poměrně pozdě (6–9 let po výsadbě), jen málo, druhým rokem více. Roste bujně, odolná proti namrzání a strupovitosti.

## Solnohradka
Letní odrůda, sklizeň srpen, zralost srpen. Plody malé (průměrně 100g), slupka ojíněná, žlutozelená, fialové líčko. Dužnina je tuhá, středně šťavnatá, chuť plodů kořenitá, dobrá. Plody moučnatí. Plodí poměrně pozdě (6–9 let po výsadbě), středně, druhým rokem více. Roste bujně, odolná proti namrzání, trpí strupovitostí.

## Sterkmanova
Zimní odrůda, sklizeň říjen, zralost prosinec, skladovatelná do února. Plody středně velké (průměrně 100g), široce kuželovité, rezavě zelené, v době zralosti žlutohnědé. Slupka tuhá, suchá, rzivá. Dužnina je poměrně zrnitá. Plodí poměrně brzy, bohatě, pravidelně. Roste silně, odolná proti namrzání.

## Sůkeničky
Místní odrůda, podzimní odrůda, byla objevena v Bílých Karpatech, v obci Nedašova Lhota. Sklizeň srpen, zralost září. Plody velmi malé, slupka zelená později zelenožlutá. Chutná.

## Šídlenka
Také nazývaná Štigelmarka. Letní odrůda, sklizeň srpen, zralost srpen. Sklízí se před dozráním v polovině srpna. Plody protáhle kuželovité, střední (průměrně 120g), slupka žlutozelená. Dužnina je měkká, šťavnatá, chuť plodů výborná, sladká. Plodí poměrně pozdě až 10 let po výsadbě, středně, druhým rokem více. Roste bujně, odolná proti namrzání, trpí strupovitostí.

## Špinka

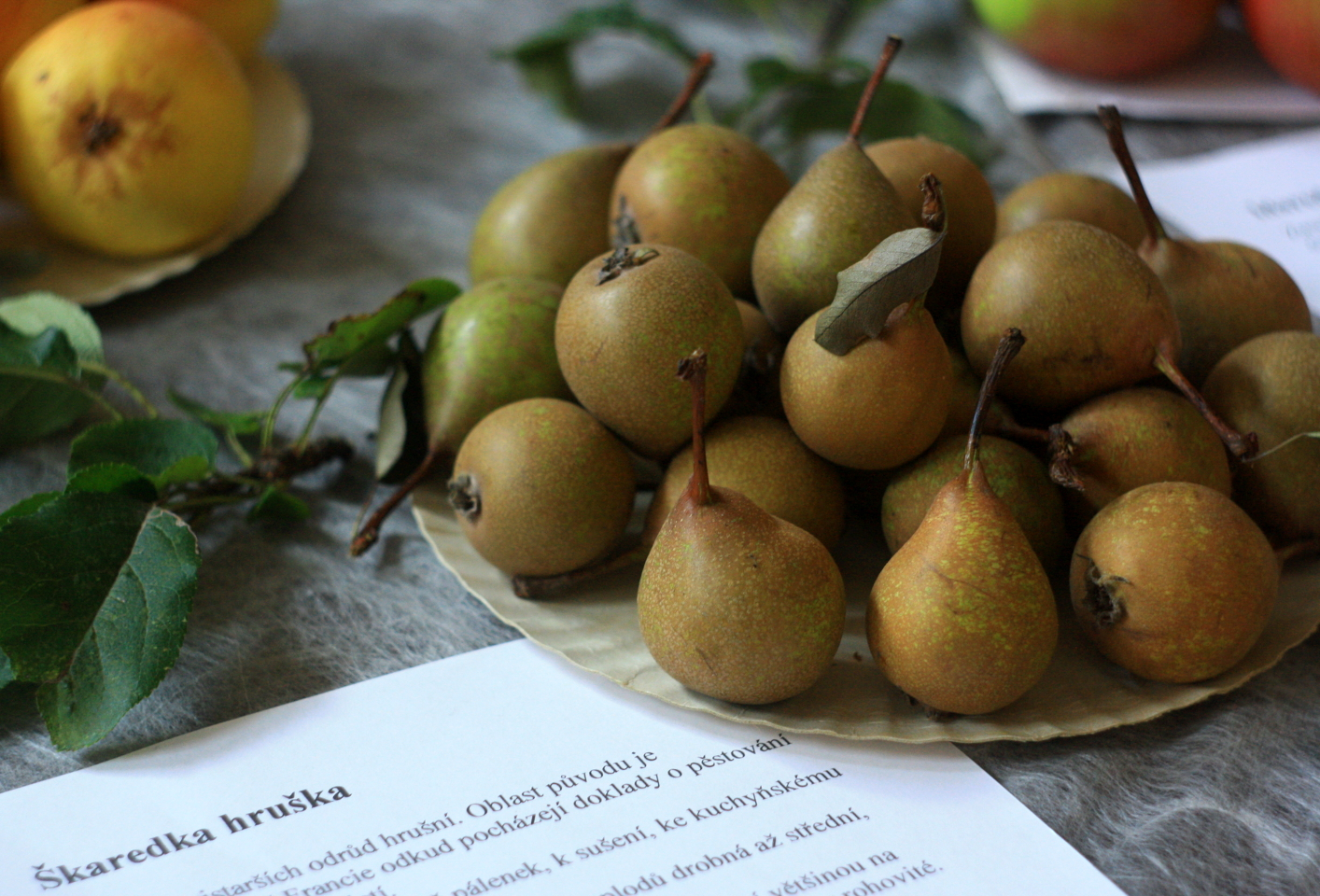
Odrůda Špinka (Škaredka)

Také nazývaná Šedivka. Podzimní odrůda, sklizeň srpen, zralost září, skladovatelná do konce září. Plody malé (průměrně 90g), slupka zelenožlutá s červeným líčkem. Dužnina je poměrně tuhá, šťavnatá, chuť plodů výborná. Plody hnijí zevnitř (hniličí). Snese i horší podmínky. Plodí pozdě, až 10 let po výsadbě, hojně, druhým rokem více. Roste bujně, odolná proti namrzání a strupovitosti.

## Windsorská
Také nazývaná Madamka. Letní odrůda, sklizeň srpen, zralost srpen. Plody velké (průměrně 200g), slupka žlutozelená, červené líčko. Dužnina je měkká, velmi šťavnatá, chuť plodů navinulá, kyselá, uspokojivá. Plody padají před sklizní, hnijí zevnitř (hniličí) a také moučnatí, slupka je trpká, do kompotů se musí loupat. Plodí brzy, hojně, druhým rokem více. Roste bujně, odolná proti namrzání, trpí strupovitostí.

## Zelinka chlumecká
Letní odrůda, sklizeň srpen, zralost srpen. Plody malé (průměrně 90g), slupka žlutozelená, rzivá, červené líčko. Dužnina je středně tuhá, šťavnatá, chuť výborná. Plody moučnatí. Plodí poměrně pozdě (6–9 let po výsadbě), hojně, střídavě. Roste bujně, středně odolná proti namrzání.